# Stefan Bošković
Stefan Bošković (serbisch-kyrillisch Стефан Бошковић; * 10. November 1996 in Ljubljana, Slowenien) ist ein serbischer Eishockeyspieler, der seit 2022 beim HK Triglav Kranj in der Alps Hockey League unter Vertrag steht.

## Karriere
Stefan Bošković begann seine Karriere als Eishockeyspieler beim KHK Roter Stern Belgrad, für den er in der ungarischen U20-Liga spielte. 2011 wechselte er zu den Lower Austria Stars, für die er in verschiedenen österreichischen Nachwuchsligen auf dem Eis stand. Als 18-Jähriger wagte er 2014 den Sprung über den Großen Teich und spielte in Vereinigten Staaten zunächst für die Vermont Lumberjacks aus der Estern Hockey League und dann für die Metro Jets aus der dritten Division der North American Hockey League. Einmal wurde er auch bei den Aston Rebels aus der ersten Division dieser Liga eingesetzt. Von 2017 bis 2020 spielte er für die Mannschaft des Adrian College, die an der zweiten Division der American Collegiate Hockey Association teilnimmt. Im Januar 2021 wurde er vom HK Olimpija aus seiner Geburtsstadt Ljubljana verpflichtet, mit dem er 2021 die Alps Hockey League gewinnen konnte. Anschließend wechselte er für ein Jahr nach Schweden, wo er in der viertklassigen Hockeytvåan spielte. 2022 kehrte er in die Alps Hockey League zurück, wo er nunmehr beim HK Triglav Kranj auf dem Eis steht.

### International
Für Serbien nahm Bošković an der Division II der U18-Weltmeisterschaften 2012 und 2013 sowie den U20-Weltmeisterschaften 2014 und 2016, als er zum besten Verteidiger des Turniers gewählt wurde, teil.
Im Herrenbereich nahm Dragović mit der serbischen Auswahl erstmals an der Weltmeisterschaft 2019 der Division II teil, als den Serben der Aufstieg in die Division I gelang.

## Erfolge und Auszeichnungen
- 2016 Bester Verteidiger bei der U20-Weltmeisterschaft der Division II, Gruppe B
- 2019 Aufstieg in die Division I, Gruppe B bei der Weltmeisterschaft der Division II, Gruppe A
- 2021 Gewinn der Alps Hockey League mit dem HK Olimpija